# Batobius humilis
Batobius humilis es una especie de coleóptero de la familia Mycteridae.

## Distribución geográfica
Habita en Chile.